# Condado de Stark (Ohio)
O Condado de Stark (em inglês:  Stark County) é um dos 88 condados do estado americano do Ohio. A sede e maior cidade do condado é Canton. Foi fundado em 13 de fevereiro de 1808.
O condado possui uma área de 1 503 km², dos quais 14 km² estão cobertos por água, uma população de 375 586 habitantes, e uma densidade populacional de 252 hab/km² (segundo o censo nacional de 2010).